# Ceratodacus longicornis
Ceratodacus longicornis är en tvåvingeart som beskrevs av Friedrich Georg Hendel 1914. Ceratodacus longicornis ingår i släktet Ceratodacus och familjen borrflugor. Inga underarter finns listade i Catalogue of Life.